# Justiziar (Beamter)
Der Begriff Giustiziere (Justiziar) war in einigen mittelalterlichen europäischen Rechtssystemen der Beamte, der in einem bestimmten territorialen Bereich für die Rechtsprechung zuständig war. Die Figur des Giustiziere wurde historisch im Königreich England und Schottland eingeführt und Justiciar genannt. Auch im Königreich Schweden war er mit ähnlichen Aufgaben vertreten und wurde Lagman genannt. In Süditalien und Sizilien wurde er im 12. Jahrhundert von den Normannen eingeführt.

## Funktionen und Aufgaben
Der Großgiustiziere, als Vertreter der königlichen Macht, überwachte mehrere Giustizieri, die die Macht in lokalen Gebieten ausübten. In der Praxis hatte er nicht nur das Amt des obersten Richters inne, sondern auch bedeutende Positionen als Politiker, Militär und Finanzier. Insbesondere führte er die Figur des Justiziars ein, eines Wanderrichters, bekannt als Justitiarius itinerantis oder Justitiarius errans, dessen Aufgabe es war, eine bestimmte Provinz oder Kurie zu verwalten, während er durch sein Gebiet zog. Diese Aufgabe wurde ihm von Zeit zu Zeit je nach den Bedürfnissen der Krone anvertraut.
Die Hauptaufgaben des Großgiustiziere waren:
- die Verwaltung des Landes während der Abwesenheit des Königs gemäß den Anweisungen des Herrschers bezüglich des Staates, der Kirche und privater Angelegenheiten des Herrschers
- die Leitung der Bischofswahl
- die Betreuung der Befestigung von Burgen und Schlössern
- der Vorsitz des Gerichtshofs
- den Vorsitz der Steuererhebungskommission zu führen
- die Versorgung des Königs mit notwendigen Jagdvorräten

Später wurde das Amt des Großgiustizieres überwiegend ehrenamtlich und damit ohne untergeordnete Richter ausgeübt.

## Geschichte

### Königreich England
In England unterlagen die Reformen für die Rechtspflege, die durch Wilhelm den Eroberer eingeführt wurden, der Regelung, dass die Richterschaft direkt vom König abhängig war, und zwar durch das Curia Regis. Die wandernden Justiciare waren einer königlichen Oberkurie unterstellt, die direkt am Hof ihren Sitz hatte und aus den Giustizieri del Banco und dem Giustiziere capitale bestand. Dieser war der oberste Beamte des Staates und hatte ähnlich wie ein Vizekönig zusätzliche Befugnisse. In Abwesenheit des Monarchen leitete er den königlichen Hof. Der Chief Justiciar war dafür verantwortlich, gelegentlich Wanderjusticiare in die verschiedenen Provinzen zu entsenden. Darüber hinaus oblag ihm in Absprache mit den giustizieri del Banco die Zuständigkeit für Fälle, die von den normalen „Justiciaren“ nicht entschieden werden konnten.

## Königreich Sizilien
Im Königreich Sizilien war der Giustiziere während der normannischen, schwäbischen und angevinischen Zeit der vom König ernannte Beamte, der die Autorität des Herrschers auf Provinzebene repräsentierte. Im sizilianischen Staat wurde insbesondere zwischen dem Großgiustiziere und dem Giustiziere unterschieden. Letzterer führte Aufgaben in Verwaltungsbezirken aus, die je nach der geltenden Verwaltungsgliederung Val oder Justiziarat genannt wurden.
Roger II. von Sizilien reformierte die Gerichtsbarkeit des Reiches nach dem Vorbild Wilhelms I. von England. Nachdem er zum Grafen von Sizilien ernannt worden war, schuf der Normanne einen Rechtsapparat zur Regelung der Verwaltung der Insel und formte das System des öffentlichen Rechts in Sizilien. Das von Roger erlassene Gesetzespaket kann nicht als Reform eines früheren Systems betrachtet werden. Vielmehr hatte es das Ziel, eine neue Regelungsstruktur des Staates zu schaffen, indem Institutionen und Bräuche, die bereits existierten aber nicht formalisiert waren, eine rechtliche Form erhielten. Roger erließ Gesetze unter Bezugnahme auf die Figur des Magistrats, der bereits in verschiedenen Städten und Dörfern Siziliens präsent war und dessen Tätigkeit öffentlich genehmigt und anerkannt war, als ob er sie zum ersten Mal eingeführt hätte. Unter den verschiedenen Regelungen, die die Richter betrafen, legte Roger fest, dass es ein Vergehen war, die Autorität eines Richters in Frage zu stellen, welche heilig und unverletzlich war. Gleichzeitig stellte er sicher, dass ein Richter, der die Justiz fehlleitete, mit dem Tod oder der Schande bestraft wurde, um die bürgerliche Freiheit seiner Untergebenen zu gewährleisten. Vor den Reformen von Rogers II. war der Magistrat für die zweitgradige Rechtsprechung zuständig, während die lokalen Magistrate für die erstgradige Rechtsprechung delegiert wurden. Da der Magistrat jedoch nicht in allen Orten der Insel präsent war, fiel die zweitgradige Rechtsprechung oft unter die direkte Zuständigkeit des Herrschers, der diese Aufgabe durch Boten oder Delegierte ausüben konnte. Dabei ergab sich ein Spannungsfeld zwischen lokaler und zentraler Rechtsprechung. Um diese Einschränkungen auszugleichen, führte Roger II. eine Reihe von Reformen durch, die sich an denen von Wilhelm in England orientierten.
Als erster König von Sizilien führte Roger II. zwei besondere Figuren ein, welche die vormaligen Magistrats-Positionen ersetzen sollten. Sie wurden vor Gericht durch ihre Giustizieri und Vertreter vertreten. Beide Arten von Richtern wurden als höhere Beamte klassifiziert und waren für einen bestimmten geografischen Bereich verantwortlich. Der erste, der das Amt des „Giustiziere von Palermo“ innehatte, war König Roger selbst.
Die Giustizieri waren für die Rechtsprechung in zweiter Instanz sowohl in Straf- als auch in Zivilsachen zuständig; in Gebieten, in denen es keinen örtlichen Richter für Strafsachen gab, übernahmen sie auch die erstinstanzliche Zuständigkeit in Strafsachen. Für die höchste Strafgerichtsbarkeit, einschließlich schwerster Verbrechen wie Gewalt gegen Frauen, war die erste Instanz der normannischen Strafrechtsprechung den Giustizieri anvertraut. Selbst für die erste Instanz der Zivilgerichtsbarkeit gab es Ausnahmen, die die Zuständigkeit für solche Fälle den Giustizieri übertrugen, die durch Streitigkeiten über Nicht-Quaternati-Lehen vertreten wurden. Die Lehen und Bezirke der Baronien, über die in den „quaderni fiscali“ (Fiskalheften) berichtet wird, unterlagen direkt der Magna Curia als zentraler öffentlicher Verwaltungsbehörde.
Der Giustiziere hatte auch die Befugnis, erstinstanzliche Verfahren, die länger als zwei Monate dauerten, zu unterbrechen, es sei denn, er hielt eine längere Frist für angemessen. Im Falle einer Unterbrechung konnte der Kläger des Rechtsstreits jedoch die zweite Instanz wegen fehlender Gerechtigkeit anrufen. Der Giustiziere hatte sein eigenes Gefolge, welches aus einem Notar und einer Gruppe von Richtern, die ihm unterstellt waren, bestand. Diese fungierten als einfache Beisitzer und der Komplex dieser Bürokraten wurde als Corte del Giustizierato (Gericht des Giustizieres) bezeichnet. Daher wurden Giustizieri und Kammerherren, die als ordentliche Richter eingestuft wurden, in das von Roger II. konzipierte Verwaltungssystem integriert. Diese Beamten hatten eine begrenzte Amtszeit und waren am Ende verpflichtet, 50 Tage lang bei ihren Nachfolgern zu bleiben. Neben der Erfüllung der Übergabepflichten, d. h. der Information des neuen Giustiziere, war es Aufgabe des Magistrats, alle Anfragen und Beschwerden der Einwohner des Bezirks, in dem der scheidende Magistrat tätig war, entgegenzunehmen.